# Запис Јанковића орах (Варош)
Запис Јанковића орах (Варош) се налази на парцели чији је власник Јанковић Славољуб.

## Локација
| Општина             | Ражањ                                                                       |
| Катастарска општина | Варош                                                                       |
| Потес               | Лојзе                                                                       |
| Координате          | 43° 41′ 17″ С; 21° 33′ 10″ И / 43.688000000000002° С; 21.552700000000002° И |
| Надморска висина    | 333m                                                                        |

## Карактеристике
Дендрометријске вредности утврђене на терену и сателитским снимцима:
| Стабло                     | Орах |
| Висина стабла              | m    |
| Обим дебла                 | m    |
| Пречник крошње             | 8m   |
| Пречник дебла              | m    |
| Висина дебла до прве гране | m    |

## База записа
Запис је у оквиру Викимедија пројекта "Запис - Свето дрво" заведен под редним бројем 0941.